# Euronext
Euronext NV — компания, управляющая панъевропейской фондовой биржей, объединяющей биржи в Бельгии, Франции, Нидерландах, Португалии, Ирландии, Норвегии и Италии. В дополнение к акциям и деривативам, группа компаний Euronext предоставляет услуги клиринга и финансовую информацию. По состоянию на конец 2023 года на всех рынках под управлением Euronext котировались акции 1930 компаний, суммарная рыночная капитализация составляла 6,6 трлн евро.
Компания осуществляет рассчёт более 500 биржевых индексов, основными из них являются Euronext 100, AEX index, BEL20, CAC 40, ISEQ 20, OBX и PSI-20.

## История
Группа компаний Euronext была образована 22 сентября 2000 года в результате активности президента Парижской фондовой биржи Жана-Франсуа Теодора путём слияния Амстердамской, Брюссельской и Парижской фондовых бирж с целью дать объединённой бирже преимущество на финансовом рынке Европы. В декабре 2001 года Euronext приобрела акции Лондонской международной биржи финансовых фьючерсов и опционов (LIFFE), став её владельцем. Начиная с 2003 года все производные инструменты, которые торгуются на всех дочерних биржах, торгуются в системе LIFFECONNECT — электронной трэйдинговой платформе LIFFE. В 2002 году группа поглотила Португальскую фондовую биржу, которая была впоследствии переименована в Euronext Lisbon.
В начале июня 2006 года было объявлено о грядущем слиянии Нью-Йоркской фондовой биржи и Euronext. В результате этого слияния, состоявшегося 4 апреля 2007 года, была образована компания NYSE Euronext.
В ноябре 2013 года IntercontinentalExchange получила разрешение от регулирующих органов на приобретение NYSE Euronext, договоренность о сделке была достигнута годом ранее.
В 2014 IntercontinentalExchange выделила в отдельную компанию Euronext (без LIFFE) и в июне провела её IPO, продав 60 % акций. За неделю до первичного размещения, группа европейских банков и финансовых групп, среди которых Banco Espirito Santo, BNP Paribas, Societe Generale и Euroclear, приобрела 33%-ную долю Euronext с дисконтом 4 % от цены IPO с условием не продавать свои акции в течение трех лет.
В марте 2018 года была куплена Ирландская фондовая биржа, ставшая Euronext Dublin, а в июле 2019 года — Фондовая биржа Осло. В апреле 2021 года была приобретена Итальянская фондовая биржа, в октябре ставшая Euronext Milan.

## Собственники и руководство
Крупнейшими акционерами по состоянию на 2024 год были CDP Equity (8,035 %), Caisse des Dépôts et Consignations (8,035 %), MFS International (6,58 %), SFPI-FPIM (5,31 %), Intesa Sanpaolo (1,54 %), ABN AMRO (0,5 %). Казначейские акции составляли 3,21 %.
- Пьеро Новелли (Piero Novelli) — председатель наблюдательного совета с 2021 года. Ранее возглавлял инвестиционный банк в составе швейцарской группы UBS.
- Стефан Бужна (Stéphane Boujnah, род. 11 апреля 1964 года) — председатель правления и генеральный директор с 2015 года; ранее, с 2010 по 2015 год, работал в Grupo Santander, до этого — в Deutsche Bank[10].

## Деятельность
Компания Euronext является оператором 7 национальных рынков по торговле ценными бумагами: фондовые биржи Амстердама, Брюсселя, Дублина, Лиссабона, Милана, Осло и Парижа. Также под её управлением находятся рынок деривативов в Бергене (Норвегия), платформа по торговле облигациями MTS, 4 депозитария для ценных бумаг (Копенгаген, Милан, Осло и Порту), клиринговая палата (Рим), технологические центры (Дублин, Милан, Осло, Париж, Порту и Рим). В 2023 году на хранении в депозитариях компании были ценные бумаги на сумму 6,7 трлн евро (3-е место в Европе).
По состоянию на конец 2023 года на биржах компании котировались акции 1930 эмитентов, общая рыночная капитализация составляла 6,6 трлн евро (3-е место в мире после Нью-Йоркской фондовой биржи и Nasdaq). Euronext занимает первое место в мире по объёму размещения облигаций; за 2023 год было размещено 9700 новых наименований облигаций, общее число наименований достигло 55 тысяч, в общей сложности было 4 тысячи эмитентов из более, чем 100 юрисдикций. Также Euronext занимает одно из первых мест в Европе по торговле варрантами, сертификатами, финансовыми и сырьевыми деривативами. Дочерняя компания Euronext FX является платформой для обмена валют и торговли драгоценными металлами. С 2019 году компании принадлежит 66 % акций панъевропейской энергетической биржи Nord Pool.
Выручка группы Euronext за 2023 год составила 1,47 млрд евро, её распределение по странам: Италия — 33 %, Франция — 26 %, Норвегия — 13 %, Нидерланды — 12 %, Дания — 5 %, Ирландия — 3 %, Португалия — 3 %, Бельгия — 2 %, США — 2 %.